# Município de Hookerton (condado de Greene, Carolina do Norte)
Localização da Carolina do Norte nos E.U.A.
O município de Hookerton (em inglês: Hookerton Township) é um localização localizado no  condado de Greene no estado estadounidense da Carolina do Norte. No ano 2010 tinha uma população de 4.345 habitantes.

## Geografia
O município de Hookerton encontra-se localizado nas coordenadas 35° 24′ 18,58″ N, 77° 37′ 33,9″ O.